# Roumoules
Roumoules è un comune francese di 728 abitanti situato nel dipartimento delle Alpi dell'Alta Provenza della regione della Provenza-Alpi-Costa Azzurra.

## Storia

### Simboli
La macina da mulino (in francese roue de moulin) è un'arma parlante per il nome Roumoulès.

## Società

### Evoluzione demografica
Abitanti censiti